# Renaud Paulian
Pour les articles homonymes, voir Paulian.
Renaud Paulian, né le 28 mai 1913 à Neuilly-sur-Seine et décédé le 16 août 2003 à Bordeaux, est un naturaliste français. Il fut selon l'entomologiste Henri-Pierre Aberlenc « sans aucun doute l’un des plus grands entomologistes du XXe siècle ».

## Biographie
Renaud Maurice Adrien Paulian est issu d'une famille bourgeoise et libérale qui s'est déjà illustrée dans les sciences et la politique. L'un de ses arrière-grands-parents, Frédéric Passy, fut député de la Seine de 1881 à 1889 et lauréat du premier prix Nobel de la paix, conjointement avec Henri Dunant, le 10 décembre 1901. Dès l'âge de 4 ans, Renaud herborise avec sa mère dans les collines de Vence  et découvre l'entomologie au château de Soucy de Fontenay-lès-Briis (Essonne) et à l'île d'Yeu lors des vacances scolaires. 
Il fait ses humanités au lycée Pasteur de sa ville natale, passe un baccalauréat « philo » en 1930, hésite entre les études de médecine et celles de biologie et poursuit finalement des études supérieures à la Sorbonne. Licencié ès sciences naturelles en 1935, il soutient une première thèse de Doctorat d'État dans la même discipline en 1941, dont le sujet porte sur « Les premiers états des Staphylinoidea. Étude de morphologie comparée ». Beaucoup plus tard, en 1962, il soutiendra une seconde thèse de Doctorat de l'Université de Paris en géographie portant sur la « Zoogéographie de Madagascar et des îles voisines ». 
Entre-temps, Renaud Paulian se marie le 10 octobre 1934 avec Liane Alice Louise de Felice (1910-1990) qui sera également chef de travaux en botanique à la Faculté des Sciences[Où ?]. De ce mariage naissent 4 enfants : Viviane (1936), Christiane (1939), Francis (1943) et Béatrice (1947). 
Renaud Paulian ne pratiquait aucun sport mais ses expéditions scientifiques plus ou moins lointaines et parfois risquées, attestent d'une robuste constitution. Il aimait la lecture, la musique et les voyages. De confession protestante, comme certains de ses ancêtres, il a animé, jusqu'à la fin de sa vie, des causeries autour de lectures bibliques.[réf. nécessaire]
Il meurt le 16 août 2003 à 90 ans.

## Carrière et fonctions
- 1934-1936 : Boursier de la Fondation Arconati-Visconti. Laboratoire de Zoologie et de physiologie de la Sorbonne.
- 1936-1941 : Boursier de la Caisse nationale des Sciences: Attaché au laboratoire d'Entomologie du Muséum national d'histoire naturelle de Paris (MNHN).
- 1941-1944 : Assistant au laboratoire de Biologie animale du PCB (Service du Professeur J. Millot).
- 1944-1947 : Assistant au laboratoire d'Entomologie du MNHN de Paris.
- 1947-1961 : Directeur-adjoint de l'Institut scientifique de Madagascar (ISM) à Tananarive.
- 1961-1966 : Directeur du Centre de l'Office de la Recherche scientifique et technique Outre-Mer (ORSTOM) de Brazzaville et de la Station océanographique de Pointe-Noire. Inspecteur général de l'ORSTOM et Directeur du Centre de l'Enseignement supérieur du Congo (Brazzaville).
- 1966-1969 : Recteur de l'Université d'Abidjan (Côte d'Ivoire).
- 1969 : Professeur de Zoogéographie à la Faculté des Lettres de Montpellier. Chaire créée pour lui.
- 1970-1972 : Recteur de l'Académie et Chancelier de l'Université d'Amiens.
- 1972-1979 : Recteur de l'Académie de Bordeaux et Chancelier des Universités d'Aquitaine. Le 9 juin 1975, il est élu correspondant de l'Académie des sciences (section de biologie animale et végétale)[5]. Aujourd'hui, la page de l'Académie des Sciences indiquée en note 5 n'existe plus
- 1979-1981 : Proposé comme Professeur de Biogéographie au MNHN de Paris mais, pour des raisons budgétaires, cette nouvelle chaire ne fut pas créée. Il quitte la fonction publique en octobre 1981 à 68 ans.

Il fut l’un des fondateurs du Centre de coopération internationale en recherche agronomique pour le développement (CIRAD) et son premier président et joua un rôle décisif dans le choix du site de Montpellier.

## Voyages et missions
- Août-octobre 1938 : Mission dans les massifs montagneux du Haut Atlas (Maroc).
- Mai-août 1939 : Mission au Cameroun occidental.
- Avril-juin 1942 : Mission dans le Sahara algérien.
- Mai-octobre 1945 : Mission en Côte d'Ivoire (Réserve forestière du Banco). Étude de la canopée.
- 1947-1961 : Longue série de missions à Madagascar et dans toute la région malgache : archipel des Mascareignes (Île Maurice, La Réunion, Rodrigues), îles Éparses (île Tromelin, île Europa, îles Glorieuses, Mitsio) et l'Archipel des Comores.

En plus de ces missions Renaud Paulian se rendit, officiellement ou à titre personnel, dans de nombreux pays : la République d'Afrique du Sud, le Zimbabwe (ex Rhodésie), le Kenya, la Namibie, la Tchad, la République centrafricaine, le Gabon, le Cameroun, l'Angola, la Côte-d'Ivoire, le Sénégal, les États-Unis, le Canada, le Royaume-Uni, la Russie, l'Ouzbékistan, l'Afghanistan, l'Iran, le Pakistan, l'Inde, le Sri-Lanka, le Togo, le Bénin, le Burkina Faso, le Niger, le Maroc, La Guyane et les Antilles françaises, la Nouvelle-Calédonie et la Polynésie française, Malte, la Crète, Rhodes, Madère, les îles Canaries, le Mexique, la Thaïlande, l'Égypte, le Liban et Israël.

## Participation à des revues scientifiques
- 1944: Renaud Paulian, Guy Colas et André Villiers fondent L'Entomologiste, une revue d'Amateurs reprise aujourd'hui par la Société entomologique de France (SEF).
- De 1947 à 1961, il participe à la création et supervise les Mémoires de l'Institut scientifique de Madagascar et Le Naturaliste malgache.
- De 1955 à 1961 il assure la publication du Bulletin de l'Académie malgache dont il était le Secrétaire perpétuel.
- Il crée, en 1956, à Antananarivo, la collection Faune de Madagascar qui, avec 89 volumes publiés dans l'esprit des grands « malgachisants historiques » (R. Paulian et Pierre Viette), restera une référence incontournable pour l'étude de la faune de "l'Île Rouge". Plusieurs volumes de cette Faune ont été primés par l'Académie des sciences et la Société entomologique de France. L'historique de la Collection Faune de Madagascar a été relaté par Pierre Viette en 2004[3].
- À Brazzaville Renaud Paulian crée le Bulletin de l'Institut de la Recherche scientifique du Congo et les Annales du Centre d'Enseignement supérieur de Brazzaville. Il lance également l'édition d'un Atlas scientifique du Congo.
- En Côte d'Ivoire il développe les Annales de l'Université d'Abidjan et entreprend l'édition d'un Atlas scientifique de Côte d'Ivoire et d'une Bibliographie de ce pays.
- Il est le fondateur de la Revue de l'Académie de Bordeaux.

## Principales publications

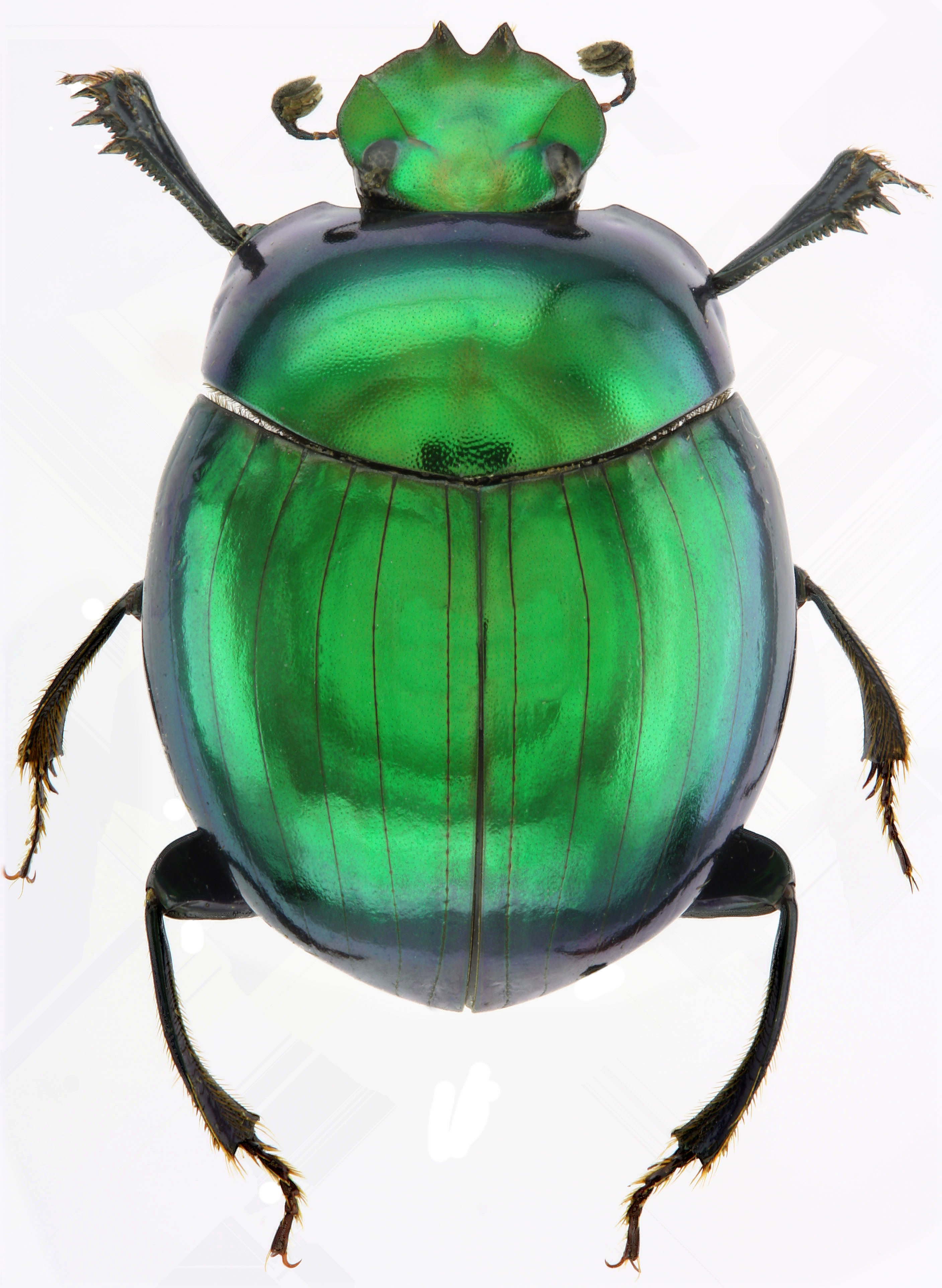
Photographie d'une des espèces du Genre Epilissus : (E. splendidus Fairmaire, 1889) (Coleoptera: Canthoninae) provenant de Madagascar, (Masoala) (O. Montreuil dét.) et représentant la famille de prédilection de Renaud Paulian.

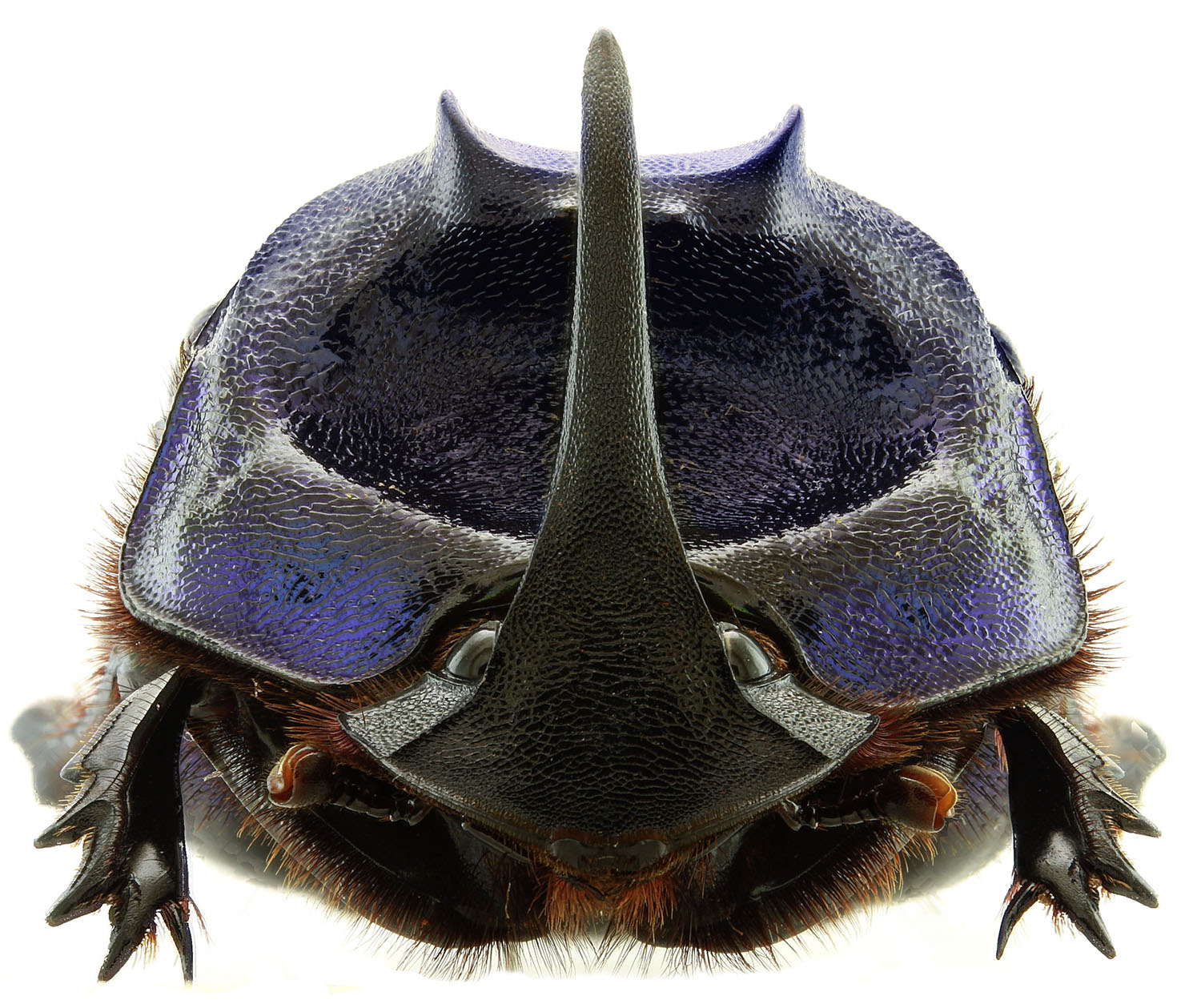
Scarabaeoidea Coprophanaeus lancifer Linnaeus, 1767 face copie

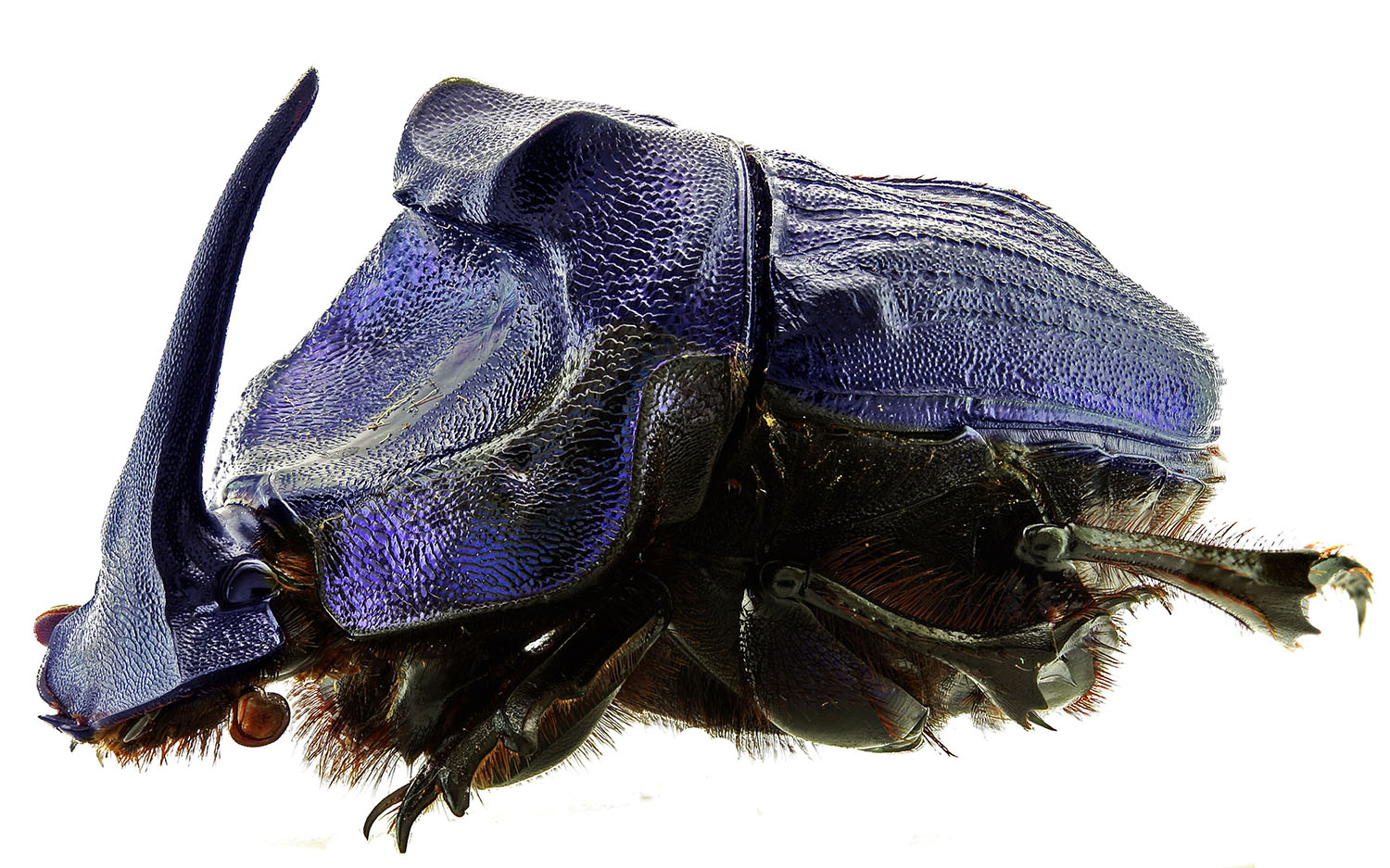
Scarabaeoidea Coprophanaeus lancifer Linnaeus, 1767 profil copie

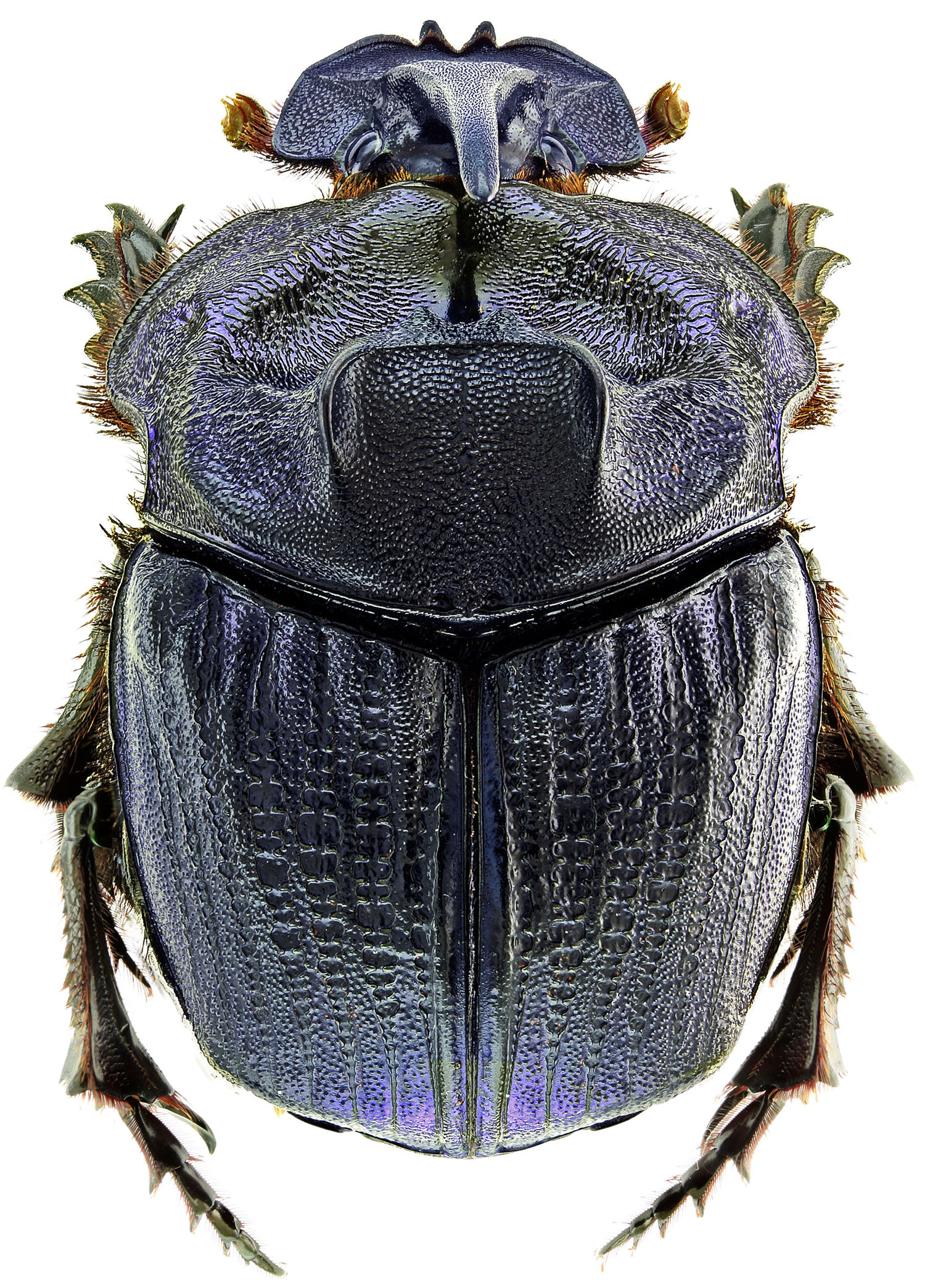
Scarabaeoidea Coprophanaeus lancifer Linnaeus, 1767 dos copie

Renaud Paulian dormait peu et avait une puissance de travail hors du commun[réf. nécessaire]. Il laisse une œuvre scientifique de grande valeur. Il est, en effet, l'auteur de 562 notes et ouvrages. Sa famille de prédilection dans l'ordre des Coléoptères est celle des scarabaeoidea et, tout particulièrement les Canthoninae. Parmi les travaux qu'il a menés, se trouvent :
- 1936 : Le polymorphisme des mâles de Coléoptères. Act.scient.industr., n° 255. Paris, Hermann éd. 35 pp. figs.
- 1941 : Les premiers états des Staphylinoidea. Etude de morphologie comparée. Mémoires du Muséum national d'Histoire naturelle de Paris, (N. S.) XV, 381 pp., 367 figs., 2 pl. (Prix Passet de la Société entomologique de France).
- 1941 : Faune de France n° 38. Coléoptères Scarabéoïdes. Paris, Lechevalier éd., 240 pp., 445 figs. Première édition épuisée. Seconde édition en 1959, 298 pp. 445 figs. Epuisée.
- 1943 : Les Coléoptères. Paris, Payot éd., 296 pp., 164 figs., 14 pls. (Prix Gadeau de Kerville de la Société entomologique de France).
- 1945 : La vie des Scarabées. Paris, NRF, 233 pp., 29 figs. Édition française épuisée. Traduction italienne publiée en 1947.
- 1946 : Faune de l'Empire français III. Coléoptères Scarabéides de l'Indo-Chine française. Première partie. Paris, Larose éd., 228 pp., 105 figs., 1 carte. Deuxième partie. Paris, Annales de la Société entomologique de France, 1959-1961, 271 pp., 360 figs.
- 1947 : Coléoptères des Antilles françaises. Paris, Larose éd. pp. 1–84, 98-103, 140-164, 140 figs.
- 1947 : Observations écologiques en Forêt de Basse Côte d'Ivoire. Paris,  Lechevalier éd., 150 pp., 52 figs., 2 pls.
- 1947 : Les Insectes des Palmiers. Paris, Lechevalier éd., 904 pp., 638 figs. (Avec J. Bourgogne, G. Cairaschi, P. Lepesme, J. Ghesquière et A. Villiers).
- 1949 : Coléoptères Heterogastra et Haplogastra.  In P.-P. Grassé, Traité de Zoologie, IX. Paris, Masson éd. pp. 892–1026, figs 590 à 717, 1 pl.
- 1949 : Un naturaliste en Côte d'Ivoire. Paris, Stock éd., 225 pp., 50 figs.
- 1950 : La vie larvaire des Insectes. Mémoires du Muséum national d'Histoire naturelle de Paris (N. S.), XXX, 205 pp., 123 figs., 5 pls.
- 1950 : Aperçu ethnographique. Madagascar / Les Guides Bleus. Paris, Hachette éd. p. 50-64.
- 1950 : Les Insectes nuisibles aux cultures dans la région de Tananarive. Publications IRSM., 120 pp., 66 figs.
- 1950 : Les Corylophides d'Afrique. Mémoires de l'Institut français d'Afrique noire (IFAN), 12, 120 pp., 86 figs.
- 1952 : Faune des terriers et des nids en Basse Côte d'Ivoire. Paris, Lechevalier éd., 116 pp., 139 figs. (Avec C. Delamare Debouteville).
- 1956 : Atlas des larves d'Insectes de France. Paris, Boubée éd., 222 pp., 30 figs. Deuxième édition en 1963. Troisième édition, revue et augmentée en 1990.
- 1956 : Insectes Lépidoptères Danaidae, Nymphalidae, Acraeidae. Faune de Madagascar, II., Tananarive, 102 pp. 2 pl. 110 figs.
- 1957 : Insectes Mantodea. Faune de Madagascar, V., Tananarive, 102 pp., 63 fig.
- 1960 : Insectes Coléoptères Scarabaeidae: Scarabaeina et Onthophagini. Faune de Madagascar, XI., Tananarive, 125 pp. figs. (Avec E. Lebis).
- 1962 : Les Animaux Protégés de Madagascar. Publications IRSM., 60 pp., 6 pls.
- 1963 : Zoogéographie de Madagascar et des îles voisines. Faune de Madagascar, XIII., Tananarive, 482 pp., 127 figs., 23 pls., 3 cartes hors texte.
- 1967 : Le monde innombrable des Insectes et ses grandes subdivisions. In La vie des animaux. Paris, Larousse éd., p. 357-398, figs.
- 1968 : Insectes Lépidoptères Papilionidae. Faune de Madagascar, XXVII., Paris, 103 pp., figs., 2 pls. col., 14 pls. n. (Avec P. Viette).
- 1979 : Insectes Coléoptères Silphidae, Passalidae, Ceratocanthidae et Belohinidae. Faune de Madagascar, 50., 82 pp. 34 figs. (Avec J.-P. Lumaret).
- 1981 : Insectes Coléoptères Hybosoridae et Trogidae. Faune de Madagascar; 56., 58 pp., figs.
- 1981 : Madagascar, un sanctuaire de la nature. Paris, Oberlé éd., p. 11-28 et 75-93. Édition anglaise, Pergamon Press, 1984.
- 1981 : Une Éducation pour notre temps ? Paris, publication à compte d'auteur.
- 1982 : Insectes Coléoptères Cetoniidae, genre Euchroea. Faune de Madagascar, 57., Paris, 67 pp., figs. (Avec A. Descarpentries).
- 1982 : Faune des Coléoptères de France II. Lucanoïdes et Scarabéoïdes. Paris, Lechevalier éd., 592 pp., figs. (Avec J. Baraud).
- 1989 : Biologie des Coléoptères. Paris, Lechevalier éd., 719 pp., figs. (Prix Réaumur de la Société entomologique de France).
- 1990 : Insectes Coléoptères Aphodiidae. Faune de Madagascar, 74., Paris, p. 1-14 et 223-239, figs. (Avec P. Bordat).
- 1991 : Les Coléoptères Scarabaeoidea de Nouvelle-Calédonie. Paris, ORSTOM éd., 164 pp., 41 figs.
- 1993 : Les Coléoptères à la conquête de la Terre. Paris, Boubée éd., 243 pp., 54 figs., 8 pls. col.
- 1994 : Insectes Coléoptères Cetoniidae, genre Pygora. Faune de Madagascar, 82., Paris, 103 pp., figs.
- 1998 : Les Insectes de Tahiti. Paris, Boubée éd., 331 pp., 149 figs., 16 pls. col.
- 2003 : Un naturaliste ordinaire. Souvenirs. Paris, Boubée éd. 239 pp.

## Liste des nouveaux genres dédiés à ce naturaliste

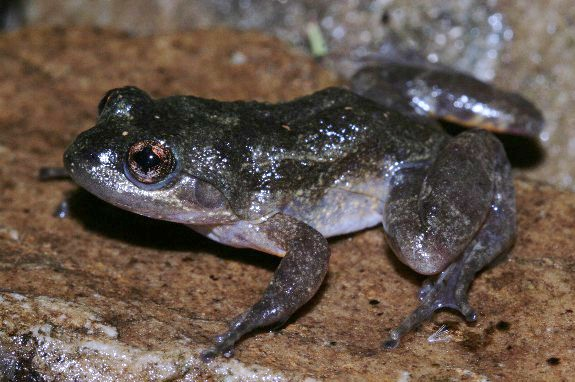
Mantidactylus pauliani02

Le nombre des espèces nouvelles dédiées à Renaud Paulian est particulièrement important, mais n'a jamais été établi. 43 genres portent son nom dans des groupes très variés reflétant sa notoriété internationale : Repauliana Berg (Rotifères) -- Paulianfilaria Chabaud (Nématodes) -- Paulianicaris Chappuis (Copépodes) -- Paulianyx Lawrence et Paulianacarus Balogh (Arachnides) -- Paulianagrion Fraser (Insectes: Odonates) -- Paulianacris Chopard, ce nom étant pré-occupé a été changé en Paulianiobia Dirsh et Descamps, 1968 (Insectes: Orthoptères) -- Paulianellus Balthazar ; Paulianaria Ardoin ; Paulianites Jeannel ; Paulianesthes Koch ; Paulianus Villiers ; Paulianometallyra Lepesme et Breuning ; Renaudius Balthazar ; Chalcopauliana Ardoin ; Paulianella Jarrige ; Paulianolebia Mateu ; Paulianoscirtus Basilewsky ; Renaudianus Lacroix ; Paulianidia Jarrige ; Renaudia Lopez-Colon ; Paulianostes Ballerio ; Paulianopticus Belles (Insectes : Coléoptères) -- Paulianosia Toulgoët et Paulianilus Gibeaux (Insectes : Lépidoptères) -- Paulianodes Ross (Insectes : Trichoptères) -- Paulianothrips Priesner (Insectes : Thysanoptères) -- Paulianella Handschin (Insectes : Névroptères) -- Paulianana Carvalho ; Paulianocoris Villiers ; Paulianum Hoberland ; Renaudicoris Villiers ; Renaudea Drake (Insectes : Hétéroptères) -- Paulianiana Evans ; Paulianaphis Essig ; Paulianodes Mamet ; Paulianaleyrodes Cohic ; Pauliania Lallemand (Insectes : Homoptères) -- Pauliana Risbec et Paulianaphelinus Risbec (Insectes : Hyménoptères) -- Paulianina Alexander et Eupauliana Stuckenberg (Insectes : Diptères) -- Paulianitas Betsch (Collembola).
Le nombre de taxa (espèces et genres), décrits par cet auteur (ou qui lui ont été dédiés) est si important qu'il n'a pas, pour le moment, donné lieu à des compilations... et les dédicaces ne concernent pas que les Arthropodes (voir la photographie du très rare Amphibien malgache: Mantidactylus pauliani).

## Sociétés scientifiques
- Membre de la Société entomologique de France depuis 1929, puis Président en 1982 et Membre d'Honneur en 1984. Présidence du Conseil scientifique de la Commission du legs Germaine Cousin de 1994 à 2002.
- Secrétaire perpétuel de l'Académie malgache en 1955 et membre étranger en 1961.
- Membre associé du Transvaal Museum en 1956.
- Membre de l'Académie des Sciences d'Outre-Mer en 1964.
- Membre associé du Muséum national d'histoire naturelle de Paris en 1966.
- Membre d'Honneur de la Société Royale de l'Île Maurice en 1967.
- Membre d'Honneur de la Société Royale d'Entomologie de Belgique en 1967.
- Membre correspondant de l'Académie des Sciences en 1975.
- Membre d'Honneur de l'Association européenne de Coléoptérologie en 1990.
- Président de l'Académie nationale des Sciences, Belles-Lettres et Arts de Bordeaux en 1998.

## Renaud Paulian et l'éducation
Les idées de Renaud Paulian en matière d'éducation étaient fort claires et reflétaient son cursus personnel. Il les développa en 1981 dans un livre publié à compte d'auteur . Elles furent résumées dans la biographie publiée par Pierre Viette dans L'Entomologiste.

« Il regrettait, avec raison, qu'un nouvel ordre éducatif ait condamné, en bloc, la discipline scolaire, l'autorité nécessaire, l'orthographe et la grammaire traditionnelles, le recours à la mémoire, les pratiques d'apprentissage de l'écriture et de la lecture, la forme ancienne de l'enseignement de l'histoire et de la géographie. Il condamnait le nihilisme révolutionnaire prônant la destruction totale des structures existantes et ne proposant rien pour les remplacer. Pour lui, on avait oublié que l'homme, et le petit de l'homme, s'il est plus qu'un animal, n'en est pas moins aussi un animal et répond pour partie aux mêmes règles de formation et de développement que celui-ci. Le mot de faillite n'est pas trop fort pour caractériser un système dans lequel 15 % des enfants entrant en sixième n'ont pas maîtrisé l'écriture, la lecture et le calcul, un tiers des élèves de l'enseignement du second degré n'obtient ni diplômes ni qualifications professionnelles et un tiers des bacheliers s'engageant dans les études universitaires ne parvient pas à terminer un premier cycle. En bon naturaliste, il regrettait que l'on n'enseigne plus ce que sont une Coccinelle ou un Coquelicot et la notion de genre et d'espèce. Parler d'ADN et de génétique dès le collège, c'est occulter les connaissances élémentaires en Zoologie et en Botanique. »

## Récompenses et distinctions
Renaud Paulian reçut les prix Passet (1940), Gadeau de Kerville (1943) et Réaumur (1989) de la Société entomologique de France. Il fut lauréat du prix Foulon de l'Académie des Sciences en 1968.
Il était par ailleurs:  Officier de la Légion d'honneur— Commandeur de l'Ordre national du Mérite, de l'Ordre du Mérite de la République Fédérale d'Allemagne, de l'Ordre du Mérite Malgache,  Commandeur des Palmes académiques, officier des Ordres Nationaux de Madagascar et du Congo, de l'Ordre Royal de la Grande Comore, de l'Etoile Noire du Bénin, Chevalier du Mérite agricole, Médaille d'Or de la Jeunesse et des Sports, Médaille de Vermeil du Service de Santé de l'Armée de l'Air, Médaille commémorative de la Galathea.